# (1687) Glarona
(1687) Glarona es un asteroide perteneciente al cinturón de asteroides descubierto el 19 de septiembre de 1965 por Paul Wild desde el observatorio de Berna-Zimmerwald, Suiza.

## Designación y nombre
Glarona recibió inicialmente la designación de 1965 SC.
Más adelante se nombró por la ciudad suiza de Glaris.

## Características orbitales
Glarona orbita a una distancia media de 3,159 ua del Sol, pudiendo acercarse hasta 2,599 ua y alejarse hasta 3,718 ua. Tiene una inclinación orbital de 2,637° y una excentricidad de 0,1771. Emplea en completar una órbita alrededor del Sol 2051 días.